# デニス・ジェンロー
デニス・ジェンロー（Denis Genreau、1999年5月21日 - ）は、フランス・パリ出身のオーストラリアのサッカー選手。デポルティーボ・ラ・コルーニャ所属。オーストラリア代表。ポジションはMF。

## クラブ歴
パリで生まれたが、両親が新婚旅行で向かったオーストラリアに移住。メルボルンで育った。メルボルン・シティFCの下部組織に在籍し、2016年12月に17歳でトップチームデビューを果たした。
2018年6月26日にエールディヴィジのPECズヴォレに1シーズンの期限付き移籍をし、メルボルン・シティで指導を受けたヨン・ファン・ト・スヒップ監督の下で再び過ごす事となった。
2020年夏にマッカーサーFCの初代メンバーとして同クラブに移籍した。
2021年7月31日、リーグ・ドゥのトゥールーズFCに完全移籍した。
2025年1月31日、デポルティーボ・ラ・コルーニャに2年半契約で移籍した。

## 代表歴
オーストラリアに帰化したフランス人であるため、両国の代表としてプレーする権利を有していたが、一貫してオーストラリア代表として出場した。
2021年6月7日に行われた2022 FIFAワールドカップ・アジア2次予選・台湾代表戦でA代表初出場を記録した。

## タイトル
トゥールーズ
- リーグ・ドゥ：2021-22
- クープ・ドゥ・フランス：2022-23